# Helmut Barié
Helmut Barié (* 1940 in Braunschweig) ist ein deutscher evangelischer Theologe und Prälat im Ruhestand der Evangelischen Landeskirche in Baden.

## Leben und Wirken
Barié studierte Evangelische Theologie in Heidelberg, Basel und Bonn und wurde 1970 aufgrund einer von Walther Eisinger betreuten Dissertation über Das Kirchenlied in der Predigt an der Ruprecht-Karls-Universität zum Dr. theol. promoviert. Im Anschluss arbeitete als Gemeindepfarrer und nebenamtlicher Studentenseelsorger in Lörrach. 1978 wurde er zum Leiter des Predigerseminars Peterstift in Heidelberg berufen, das er bis 1995 leitete. Von 1995 bis 2004 war er Prälat der Landeskirche für den Kirchenkreis Mittelbaden in Ettlingen. Nach Auflösung dieses Kirchenkreises wirkte er von 2004 bis zu seinem Ruhestand 2005 noch als Prälat im Kirchenkreis Südbaden.
Sein besonderes Hobby ist die Ornithologie, die er mit Begeisterung mit der Jugend teilt.

## Schriften (Auswahl)
- Predigt braucht Konfirmanden. Wege zu einer einheitlichen Verkündigung an Jugendliche und Erwachsene. Calwer Verlag, Stuttgart 1988, ISBN 978-3-7668-0867-7.
- Predigt und Arbeitswelt. Analyse und praktische Anregungen. Calwer Verlag, Stuttgart 1989, ISBN 978-3-7668-3025-8.
- Ermutigungsbuch für Pfarrerinnen und Pfarrer. „Der war prima, die auch“. J. S. Klotz, 2022, ISBN 9783949763281.